# Liste des aéroports les plus fréquentés au Kenya
Cet article dresse la liste des aérodromes kényans les plus fréquentés selon leur statistiques de passagers.

## En graphique
Les données sont issues de Wikidata, elles-mêmes présentant leurs sources.
Pour des raisons techniques, il est temporairement impossible d'afficher le graphique qui aurait dû être présenté ici.

Voir la requête brute et les sources sur Wikidata.